# Mistrzostwa Polski w Łyżwiarstwie Figurowym 2018
Mistrzostwa Polski w łyżwiarstwie figurowym 2018 – zawody mające na celu wyłonienie najlepszych łyżwiarzy figurowych w Polsce. W ramach mistrzostw Polski rozgrywano:
- Mistrzostwa Polski Seniorów, Mistrzostwa Polski Juniorów (pary taneczne) – 14–16 grudnia 2017 w Koszycach (Mistrzostwa Czterech Narodów)[1],
- Mistrzostwa Polski Juniorów (soliści, solistki) – 27–28 stycznia 2018 w Krynicy-Zdroju[2],
- Mistrzostwa Polski Młodzików i Młodzieżowców – 24–25 marca 2018 w Cieszynie[3],
- Mistrzostwa Polski Novice – 15–16 marca 2018 w Łodzi[4],
- Mistrzostwa Polski w łyżwiarstwie synchronicznym – 13 stycznia 2018 w Toruniu[5].

## Wyniki

### Kategoria seniorów

#### Soliści
| Poz. | Zawodnik          | Klub                    | Nota łączna | SP | SP    | FS | FS     |
| ---- | ----------------- | ----------------------- | ----------- | -- | ----- | -- | ------ |
| 1    | Igor Rezniczenko  | GKS Stoczniowiec Gdańsk | 200,21      | 1  | 69,85 | 1  | 130,36 |
| 2    | Krzysztof Gała    | MKŁ Łódź                | 177,97      | 2  | 62,54 | 2  | 115,43 |
| 3    | Olgierd Febbi     | MKS Axel Toruń          | 146,00      | 4  | 50,04 | 4  | 95,96  |
| 4    | Ryszard Gurtler   | UKŁF Ochota Warszawa    | 144,74      | 3  | 52,11 | 5  | 92,63  |
| 5    | Łukasz Kędzierski | MKŁ Łódź                | 138,11      | 7  | 41,77 | 3  | 96,34  |
| 6    | Eryk Matysiak     | MKŁ Łódź                | 133,54      | 6  | 44,86 | 6  | 88,68  |
| 7    | Andrzej Siciński  | MKŁ Łódź                | 131,15      | 5  | 46,13 | 7  | 85,02  |

#### Solistki
| Poz. | Zawodniczka           | Klub                 | Nota łączna | SP | SP    | FS | FS    |
| ---- | --------------------- | -------------------- | ----------- | -- | ----- | -- | ----- |
| 1    | Elżbieta Gabryszak    | OUKŁ Molo Osiek      | 134,27      | 1  | 47,35 | 1  | 86,92 |
| 2    | Oliwia Rzepiel        | UKŁF Ochota Warszawa | 108,44      | 3  | 34,11 | 2  | 74,33 |
| 3    | Colette Coco Kaminski | FSA Warszawa         | 98,83       | 2  | 39,00 | 5  | 59,83 |
| 4    | Natalia Lerka         | MKŁ Łódź             | 97,22       | 5  | 32,31 | 3  | 64,91 |
| 5    | Paulina Hryniewicz    | UIKŁF Piruette Opole | 95,73       | 4  | 33,55 | 4  | 62,18 |

#### Pary taneczne
| Poz. | Zawodnicy                                | Klub                    | Nota łączna | SD | SD    | FD | FD    |
| ---- | ---------------------------------------- | ----------------------- | ----------- | -- | ----- | -- | ----- |
| 1    | Natalia Kaliszek / Maksym Spodyriew      | MKS Axel Toruń          | 162,16      | 1  | 65,04 | 1  | 97,12 |
| 2    | Justyna Plutowska / Jérémie Flemin       | GKS Stoczniowiec Gdańsk | 143,56      | 2  | 58,10 | 2  | 85,46 |
| 3    | Anastasija Polibina / Radosław Barszczak | MKS Axel Toruń          | 121,14      | 3  | 46,56 | 3  | 74,58 |

### Kategoria juniorów

#### Soliści
| Poz. | Zawodnik          | Klub                    | Nota łączna | SP | SP    | FS | FS     |
| ---- | ----------------- | ----------------------- | ----------- | -- | ----- | -- | ------ |
| 1    | Eryk Matysiak     | MKŁ Łódź                | 151,39      | 1  | 54,57 | 2  | 96,82  |
| 2    | Ryszard Gurtler   | UKŁF Ochota Warszawa    | 149,00      | 3  | 47,92 | 1  | 101,08 |
| 3    | Michał Woźniak    | OUKŁ Molo Osiek         | 130,85      | 2  | 48,84 | 3  | 82,01  |
| 4    | Miłosz Witkowski  | ŁTŁF Łódź               | 116,85      | 5  | 37,91 | 4  | 78,94  |
| 5    | Piotr Wiśniewski  | MKS Axel Toruń          | 107,53      | 4  | 38,11 | 7  | 69,42  |
| 6    | Kornel Witkowski  | ŁTŁF Łódź               | 107,45      | 7  | 34,44 | 6  | 73,01  |
| 7    | Jakub Lofek       | UKŁF Unia Oświęcim      | 105,82      | 10 | 28,58 | 5  | 77,24  |
| 8    | Marcin Sypniewski | MKŁ Łódź                | 101,28      | 6  | 34,47 | 8  | 66,81  |
| 9    | Jegor Chłopkow    | MUKS Euro6 Warszawa     | 98,04       | 8  | 33,82 | 9  | 64,22  |
| 10   | Jan Jarmula       | FSA Warszawa            | 77,37       | 11 | 26,47 | 10 | 50,90  |
| 11   | Ludwik Piksa      | GKS Stoczniowiec Gdańsk | 76,07       | 9  | 31,81 | 11 | 44,26  |

#### Solistki
| Poz. | Zawodniczka          | Klub                    | Nota łączna | SP  | SP    | FS  | FS    |
| ---- | -------------------- | ----------------------- | ----------- | --- | ----- | --- | ----- |
| 1    | Oliwia Rzepiel       | UKŁF Ochota Warszawa    | 118,96      | 1   | 39,86 | 1   | 79,10 |
| 2    | Julia Kierul         | MKS Axel Toruń          | 110,54      | 6   | 36,41 | 2   | 74,13 |
| 3    | Amelia Konik         | UKŁF Unia Oświęcim      | 107,91      | 4   | 37,07 | 3   | 70,84 |
| 4    | Magdalena Zawadzka   | OUKŁ Molo Osiek         | 103,65      | 2   | 38,44 | 5   | 65,21 |
| 5    | Natalia Koziejowska  | FSA Warszawa            | 102,95      | 5   | 36,61 | 4   | 66,34 |
| 6    | Karolina Białas      | UKŁ Spin Katowice       | 97,39       | 3   | 38,03 | 9   | 59,36 |
| 7    | Natalia Lerka        | MKŁ Łódź                | 97,20       | 9   | 34,80 | 7   | 62,40 |
| 8    | Amelia Rams          | GKS Stoczniowiec Gdańsk | 96,88       | 8   | 35,06 | 8   | 61,82 |
| 9    | Celina Sudnik        | ŁTŁF Łódź               | 96,33       | 10  | 33,93 | 6   | 62,40 |
| 10   | Paulina Hryniewicz   | UIKŁF Piruette Opole    | 93,00       | 7   | 35,24 | 10  | 57,76 |
| 11   | Agnieszka Rejment    | MKS Axel Toruń          | 89,28       | 11  | 32,36 | 11  | 56,92 |
| 12   | Nicola Adamczyk      | UKŁF Unia Oświęcim      | 86,02       | 13  | 30,81 | 12  | 55,21 |
| 13   | Nikola Wojtyńska     | UKŁF Ochota Warszawa    | 83,85       | 18  | 29,35 | 15  | 54,50 |
| 14   | Maja Marczak         | UKŁF Ochota Warszawa    | 83,82       | 16  | 29,72 | 16  | 54,10 |
| 15   | Zuzanna Medela       | UKŁF Unia Oświęcim      | 82,52       | 17  | 29,36 | 17  | 53,16 |
| 16   | Julia Knurowska      | UKŁF Unia Oświęcim      | 82,49       | 20  | 27,49 | 13  | 55,00 |
| 17   | Jelizawieta Łabuniec | GKS Stoczniowiec Gdańsk | 81,98       | 12  | 31,88 | 20  | 50,10 |
| 18   | Laura Szczęsna       | MKŁ Łódź                | 81,55       | 21  | 26,77 | 14  | 54,78 |
| 19   | Martyna Grocholska   | KŁF Lajkonik Kraków     | 80,86       | 15  | 29,82 | 19  | 51,04 |
| 20   | Karolina Zielke      | UKŁF Unia Oświęcim      | 80,38       | 19  | 28,68 | 18  | 51,70 |
| 21   | Marta Jowko          | MUKS Euro6 Warszawa     | 80,36       | 14  | 30,56 | 21  | 49,80 |
| 22   | Dominika Gredel      | UKŁ Spin Katowice       | 74,03       | 23  | 25,88 | 22  | 48,15 |
| 23   | Izabela Marzec       | UKŁ Spin Katowice       | 72,16       | 22  | 26,41 | 23  | 45,75 |
| WD   | Anna Łukasik         | GKS Stoczniowiec Gdańsk | DNS         | DNS | DNS   | DNS | DNS   |

#### Pary taneczne
| Poz. | Zawodnicy                             | Klub      | Nota łączna | SP | SP    | FS | FS    |
| ---- | ------------------------------------- | --------- | ----------- | -- | ----- | -- | ----- |
| 1    | Ołeksandra Borysowa / Cezary Zawadzki | TŁF Łódź  | 100,94      | 1  | 42,82 | 1  | 58,12 |
| 2    | Zuzanna Sudnik / Danyło Łychopok      | ŁTŁF Łódź | 69,98       | 2  | 29,57 | 2  | 40,41 |

### Kategoria Advanced Novice
Pary taneczne w kategorii Advanced Novice wykonywały dwa tzw. pattern dance – Rocker Foxtrot i Starlight Waltz.
| Konkurencja   | Złoto                                                      | Srebro                                             | Brąz                                      | Źr.    |
| Soliści (I)   | Jakub Lofek UKŁF Unia Oświęcim                             | Jakub Rosłaniec UKŁF Ochota Warszawa               | Andrzej Nakonieczny UKŁF Unia Oświęcim    | [ 27 ] |
| Soliści (II)  | Jegor Chłopkow MUKS Euro 6 Warszawa                        | Szymon Derechowski UKŁ Spin Katowice               | Kamil Grabkowski UKS Szóstka Elbląg       | [ 28 ] |
| Solistki (I)  | Amelia Konik UKŁF Unia Oświęcim                            | Karolina Białas UKŁ Spin Katowice                  | Anna Hernik OUKŁ Molo Osiek               | [ 29 ] |
| Solistki (II) | Magdalena Zawadzka OUKŁ Molo Osiek                         | Natalia Koziejowska FSA Warszawa                   | Jelizawieta Surowa MKS Axel Toruń         | [ 30 ] |
| Pary taneczne | Oliwia Borowska / Filip Bojanowski GKS Stoczniowiec Gdańsk | Martyna Stankowska / Wiktor Kulesza MKS Axel Toruń | Vanessa Sasin / Krystian Piaśny ŁTŁF Łódź | [ 31 ] |